# Ванг Чанлинг
Ванг Чанлинг (кин: 王昌齡; 698—756) био је најзначајнији песник током период династије Танг. Пореклом је из Таијуана у провинцији Шанси, мада према неким изворима је он заправо био из Ђанканга, у близини данашњег Нанкинга. Након полагања престижног испита, постао је секретарски службеник, а касније је добио друге царске функције, укључујући положај службеника који ради у провинцији Хенан. Пред крај живота постављен је за министра округа Ђангканг. Умро је у побуни Ана Лушана.
Најпознатији је по песмама које описују измишљене битке у пограничним регионима западне Кине. Ванг Чанлинг био је један од конкурената Гао Шија.